# Genealogia Paulistana
Genealogia Paulistana é uma obra histórico-genealógica escrita por Luís Gonzaga da Silva Leme. Entre os anos de 1903 e 1905, os nove volumes da obra, com mais de duas mil páginas, foram publicados. Ela tem uma grande importância para a genealogia brasileira e é considerada uma compilação genealógica das famílias do Brasil. Por meio da obra, é possível acompanhar o povoamento do estado de São Paulo, já que registra os movimentos migratórios das famílias.
A obra foi impressa pela casa "Duprat & Comp", na Rua Direita, em São Paulo.

## Metodologia
O autor pesquisou a história das famílias mais relevantes durante o povoamento de São Paulo e do interior do Brasil, que eram envolvidas nos mais diversos setores da vida nacional, como o econômico e o administrativo. Isso porque as famílias estavam envolvidas com a prática econômica e produtiva da agricultura ou contavam com membros de importantes postos públicos, sejam burocráticos ou eletivos.
Bibliotecas públicas, coleções particulares e sebos no estado de São Paulo e também em outros estados, inventários, testamentos e registros paroquiais foram frequentados ou consultados para que o autor, ao longo dos 12 anos de pesquisa, pudesse escrever o livro. Como estava focado na escrita desta obra, Silva Leme abandonou as outras atividades profissionais.
Silva Leme levou em conta aspectos do contexto histórico, como o bandeirantismo, a exploração de populações indígenas, a mistura de culturas, como a alemã e a italiana, a economia cafeeira. Ele fez questão de enumerar cada membro da família, registrando características genealógicas essenciais, como a data e o lugar de nascimento, de casamento e de falecimento, assim como trabalhos e atividades que a pessoa fez.
A obra foi publicada em nove volumes, sendo que o nono é o índice, parte que inclui ilustrações de árvores genealógicas. Ela também se divide em 56 títulos, que representam as diferentes famílias e suas descendências. A obra ainda contém uma introdução de 7 capítulos.

## Contexto
Na época em que o trabalho de Silva Leme foi publicado, as genealogias eram importantes para reconstruir o passado de famílias brasileiras. Assim, desvendavam-se familiares que tinham realizado feitos nobres ou heroicos. Para escrever as genealogias, era comum buscar informações nos registros paroquiais, usados para registrar atos e rituais da comunidade cristã. Até hoje, eles são usados para investigar o passado das populações.

## Famílias estudadas
A Genealogia Paulistana engloba as famílias povoadoras do estado de São Paulo, da cidade de Piratininga e cidades do Sul de Minas Gerais. Pode-se destacar, entre outras, as famílias: Leme, Prado, Furquim, Almeida Castanho, Freitas, Cunha Gago, Dias, Arruda Botelho, Afonso Gaya, Rendon, Moraes Antas, Fernandes Povoadores, Pires, Camargos, Bueno da Ribeira, Godoi, Cubas, Quadros, Lara, Penteado, Nogueira Cobra, Nogueira da Gama, Raposo Góis, Pedroso Barros, Bicudo, Taques Pompeu, Toledo Piza, Siqueira, Borges de Cerqueira, Pais, Costa Cabral, Alvarenga Monteiro e os Monteiro de Barros com os Monteiro de Castro. 
São destas famílias que surgiram os bandeirantes. Na introdução do livro, Silva Leme explica que o surgimento destas famílias se deve ao relacionamento do casal João Ramalho e Bartira.

## Críticas
Muitos desacreditam na obra de Silva Leme por ser um estudo das elites, levando em conta apenas 52 famílias, consideradas fundadoras.
Como parecer sobre a sua obra, em 1903, Silva Leme escreveu: "Não foi ela inspirada na vaidade de ostentar os brasões de armas que provam a nobreza de nossos antepassados, e sim na necessidade que temos de guardar as tradições de família e satisfazer a curiosidade justificada, que nos leva a perguntar de onde viemos, a que nacionalidades embora remotamente nos filiamos pelos laços de sangue, e quais os feitos que enobreceram aos nossos antepassados, gravando seus nomes na história de nossa pátria".

## Autor
Luís Gonzaga da Silva Leme foi um advogado, engenheiro civil, historiador e genealogista brasileiro. É também considerado um dos mais importantes autores sobre genealogia no Brasil. Seguiu os passos do seu parente e também genealogista Pedro Taques de Almeida Pais Leme, que escreveu a obra Nobiliarquia Paulistana, no século XVIII.

## Reedições e novas publicações
Em 1999, iniciou-se o Projeto Genealogia Paulistana. Com a ajuda, esforço e digitação de voluntários, a obra de Silva Leme foi transcrita e finalmente, após quatro anos, disponibilizada na Internet.
Em 2002, a genealogista paulista Marta Maria Amato reeditou a obra, com correções e acréscimos inéditos.